# Gonda (Lavin)

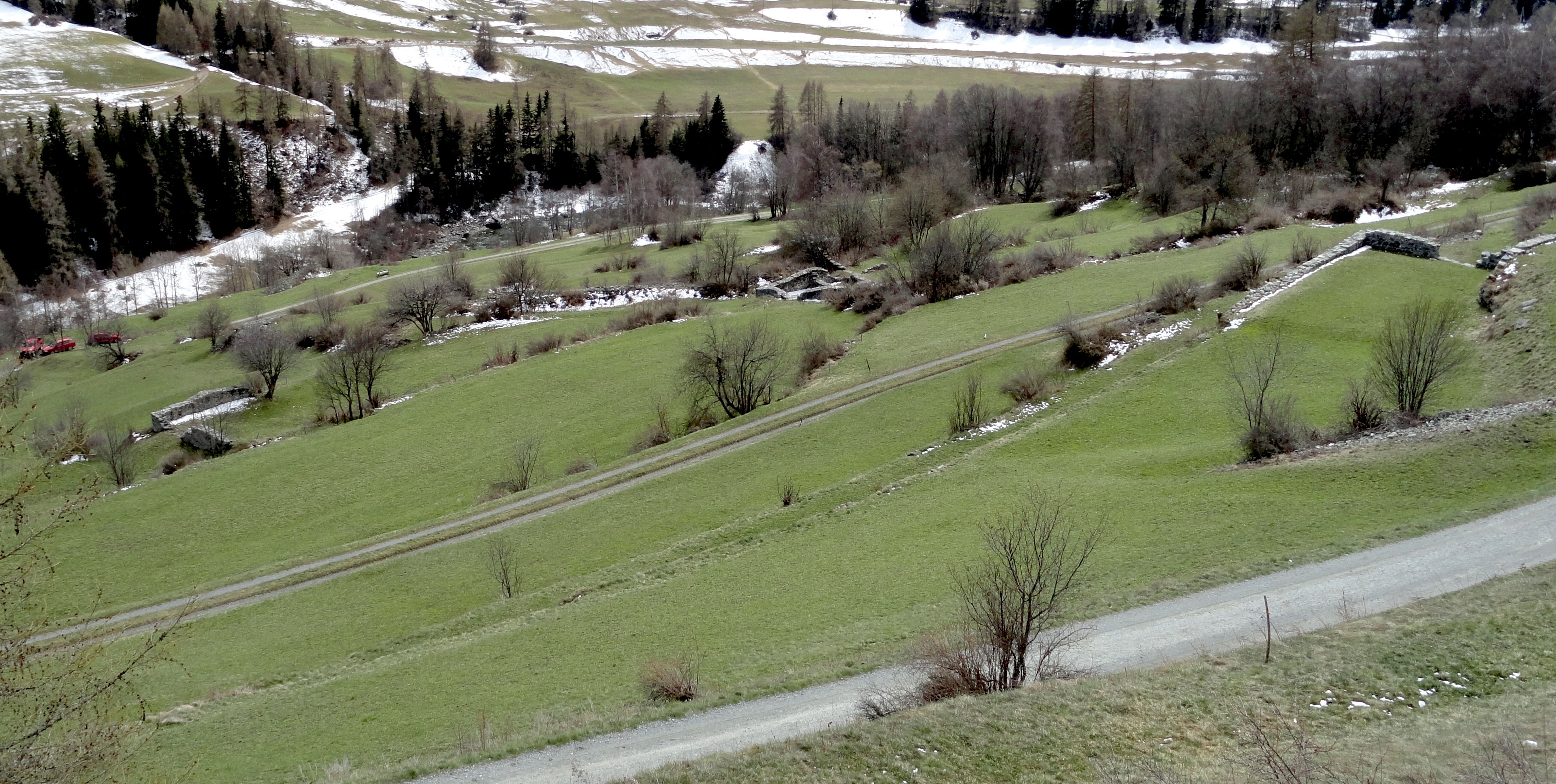
Blick auf die südlichen Häuserruinen

Gonda ist eine verlassene Siedlung aus dem 12. Jahrhundert bei Lavin im Unterengadin im schweizerischen Kanton Graubünden. Das Gebiet von Gonda steht seit 1987 unter dem Denkmalschutz der Eidgenossenschaft.

## Name und Lage
Der Name Gonda (auch Ganda) ist rätischen Ursprungs und bedeutet Stein- oder Geröllhalde. Die Siedlung lag ober- und unterhalb des heutigen Weges von Lavin nach Guarda. Ihre Ruinen sind von Lavin aus in etwa 20 Minuten zu Fuss erreichbar.

## Geschichte

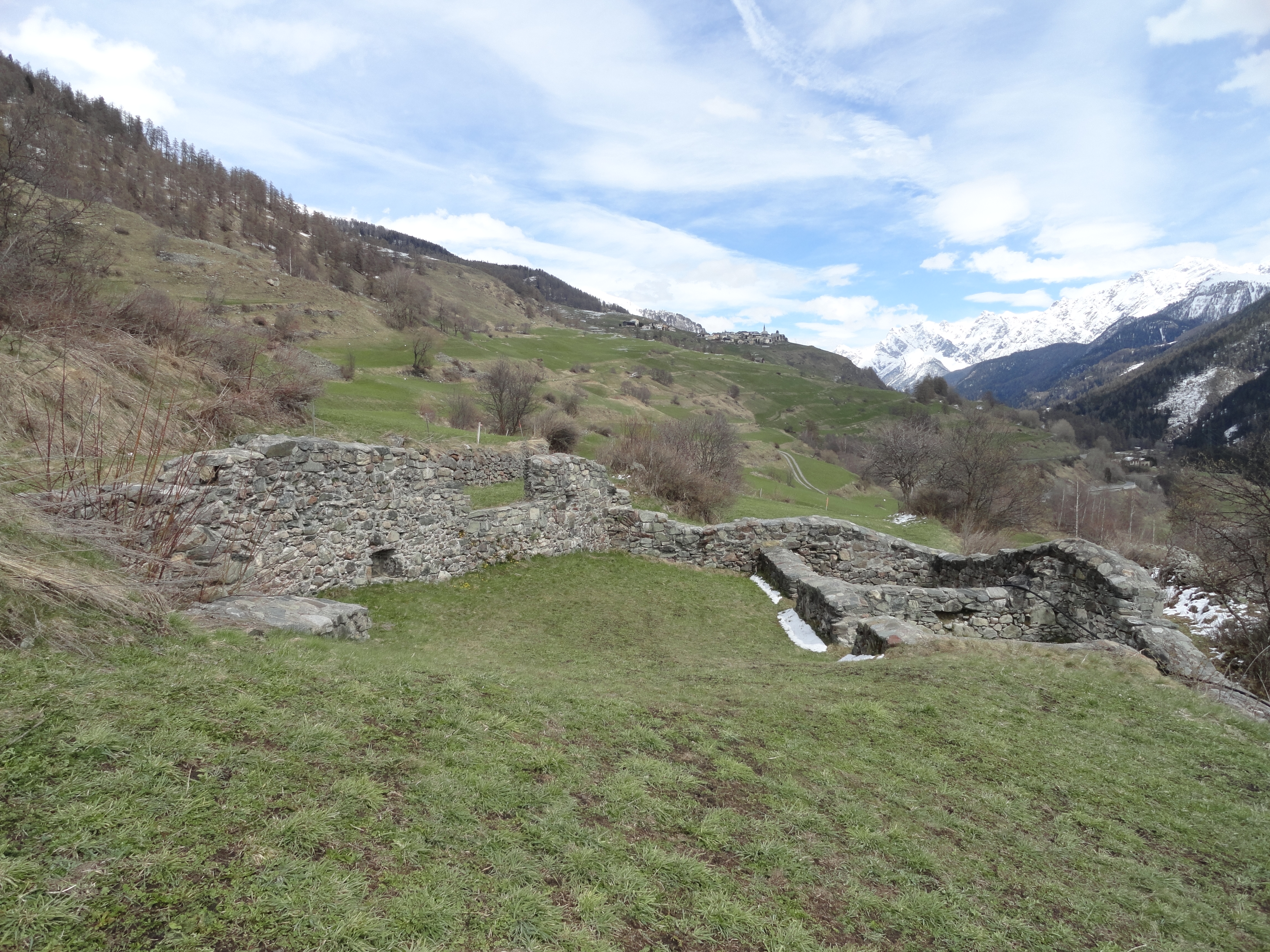
Mauerreste, Blick nach Osten

Da kaum Dokumente über Gonda vorliegen, ist über die Geschichte des Dorfes wenig bekannt. Die erste schriftliche Erwähnung stammt aus dem Jahr 1161; 1317 wird ein Gebhard von Gonda erwähnt. Im 16. Jahrhundert wird Gonda als Fraktion von Lavin bezeichnet. Ulrich Campell beschreibt Gonda 1570 in seiner «Raetiae alpestris topographica descriptio» als Dorf mit rund 30 Häusern. 1741 erwähnt Nicolin Sererhard in der «Einfalte Delineation aller Gemeinden gemeiner dreien Bünden» Gonda als verlassen und unbewohnt.
Wann genau und warum Gonda von seinen Bewohnern aufgegeben wurde, ist nicht bekannt; sicher spielten mehrere Gründe eine Rolle. Neben der schwierigen wirtschaftlichen Situation zu Beginn des 17. Jahrhunderts und der österreichischen Invasion um 1620 durch Alois Baldiron während der Bündner Wirren kamen Naturbedrohungen durch Lawinen
und Überschwemmungen des Baches in unmittelbarer Nähe hinzu.
Neben der Ruine der Kirche sind Mauerreste von weiteren neun Gebäuden erhalten. Die zum Teil stark überwachsenen Ruinen stehen in von Strauch- und Baumgruppen durchsetztem Wiesland. In Wänden einiger sind noch Fenster- und Türöffnungen zu erkennen.
1983 gründete die Gemeinde Lavin die Stiftung «Fundaziun Pro Gonda». Sie bezweckt die Erforschung der Geschichte der Siedlung und die Erhaltung und Sicherung ihrer Ruinen. Bei Gonda bietet sich die seltene Gelegenheit, eine mittelalterliche Dorfstruktur zu erforschen, die nicht durch nachträgliche Überbauungen zerstört wurde.

## Kirche

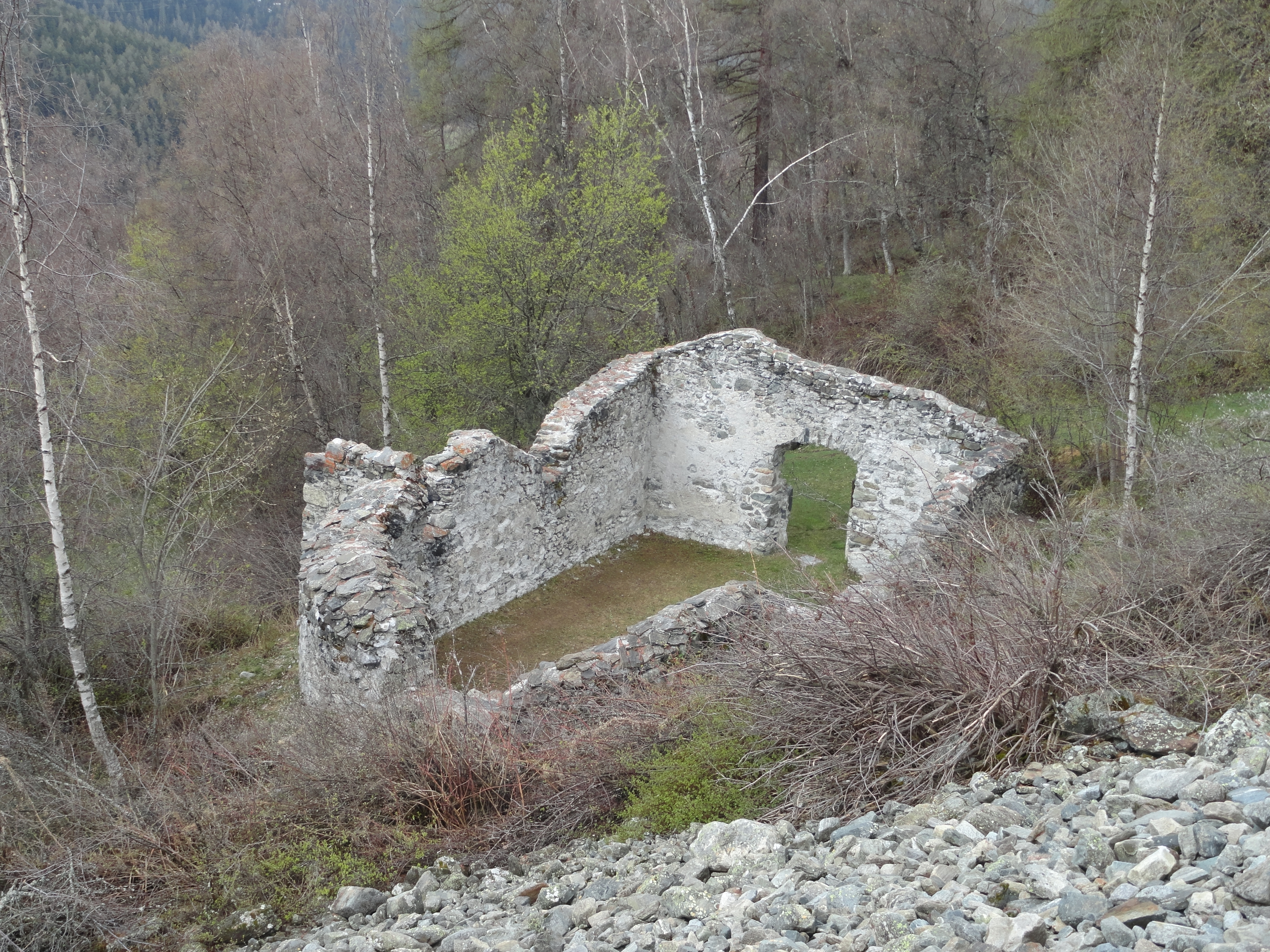
Kirchenruine

Die Kirche von Gonda war das höchstgelegene Gebäude des Dorfes und den Heiligen Bartholomäus und Florinus geweiht. Sie war ein 10 Meter langer und gut 6 Meter breiter einfacher geosteter Saalbau mit einer runden Apsis. Erhellt wurde sie durch je zwei Fenster in Apsis und Südwand. Gedeckt war sie mit einer flachen Holzdecke. Aufgrund stilistischer Merkmale wird eine Erbauungszeit um 1200 oder wenig später angenommen; aus dieser Zeit stammt wohl auch der gemauerte Hochaltar.
Wohl um die Mitte des 14. Jahrhunderts wurde der Chor ausgemalt. Die Freskenfragmente, die auf der Infotafel erwähnt werden, sind nicht mehr zu sehen; ebenso wenig die Weihekreuze an den Seitenwänden. Auch der Seitenaltar an der nördlichen Ecke des Chors stammt vermutlich aus dieser Zeit.
Ein Bild an der Aussenwand südlich des Eingangs zeigte wie zahlreiche andere Kirchen vermutlich Christophorus oder Antonius. Als Bau ist die Kirche von Gonda mit der heute noch bestehenden Kirche von Giarsun zu vergleichen.
1983 wurde die Kirche von Gonda vom Archäologischen Dienst des Kantons Graubünden ausgegraben und untersucht.

## Galerie

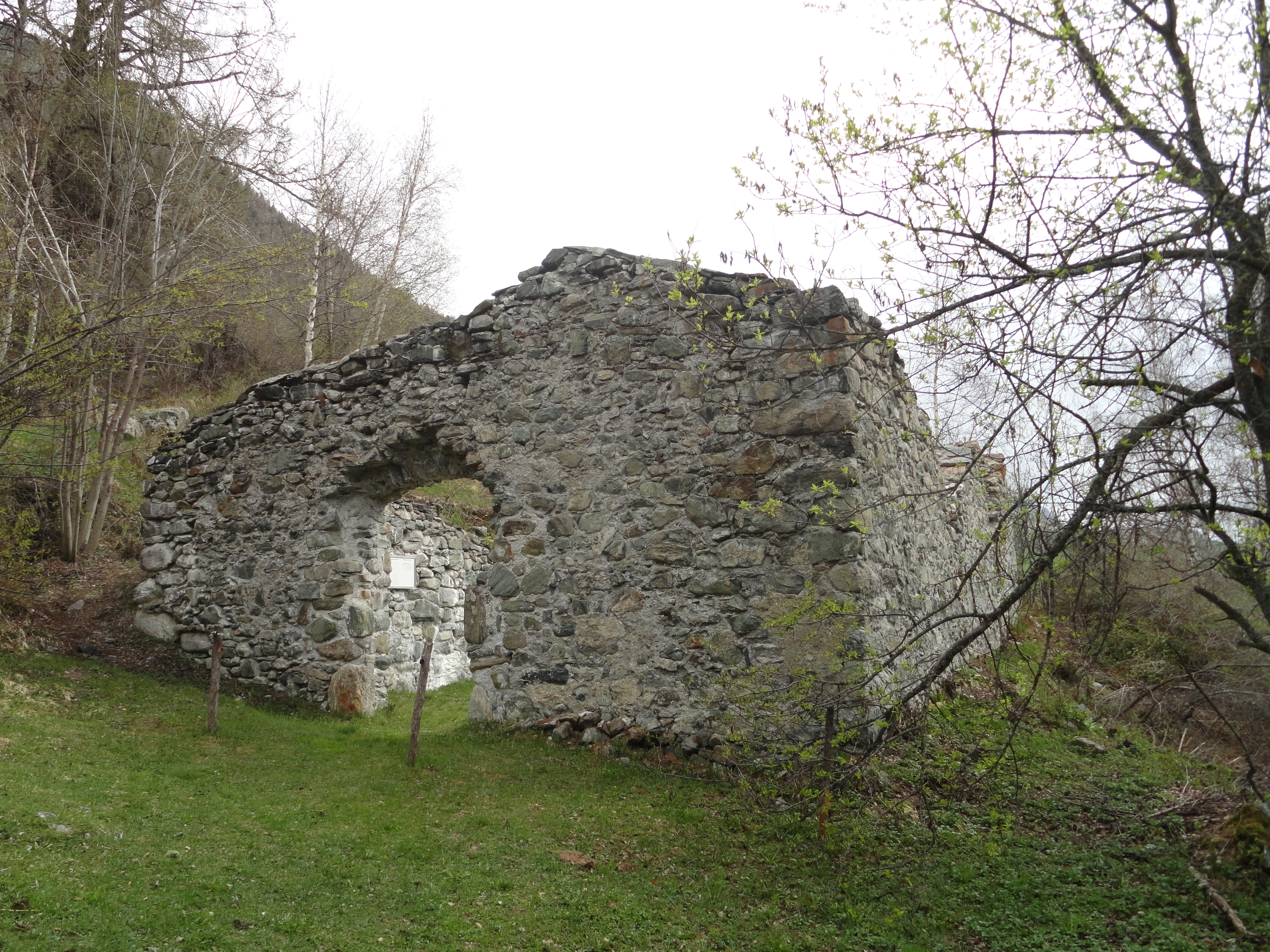
Eingangspartie der Kirche
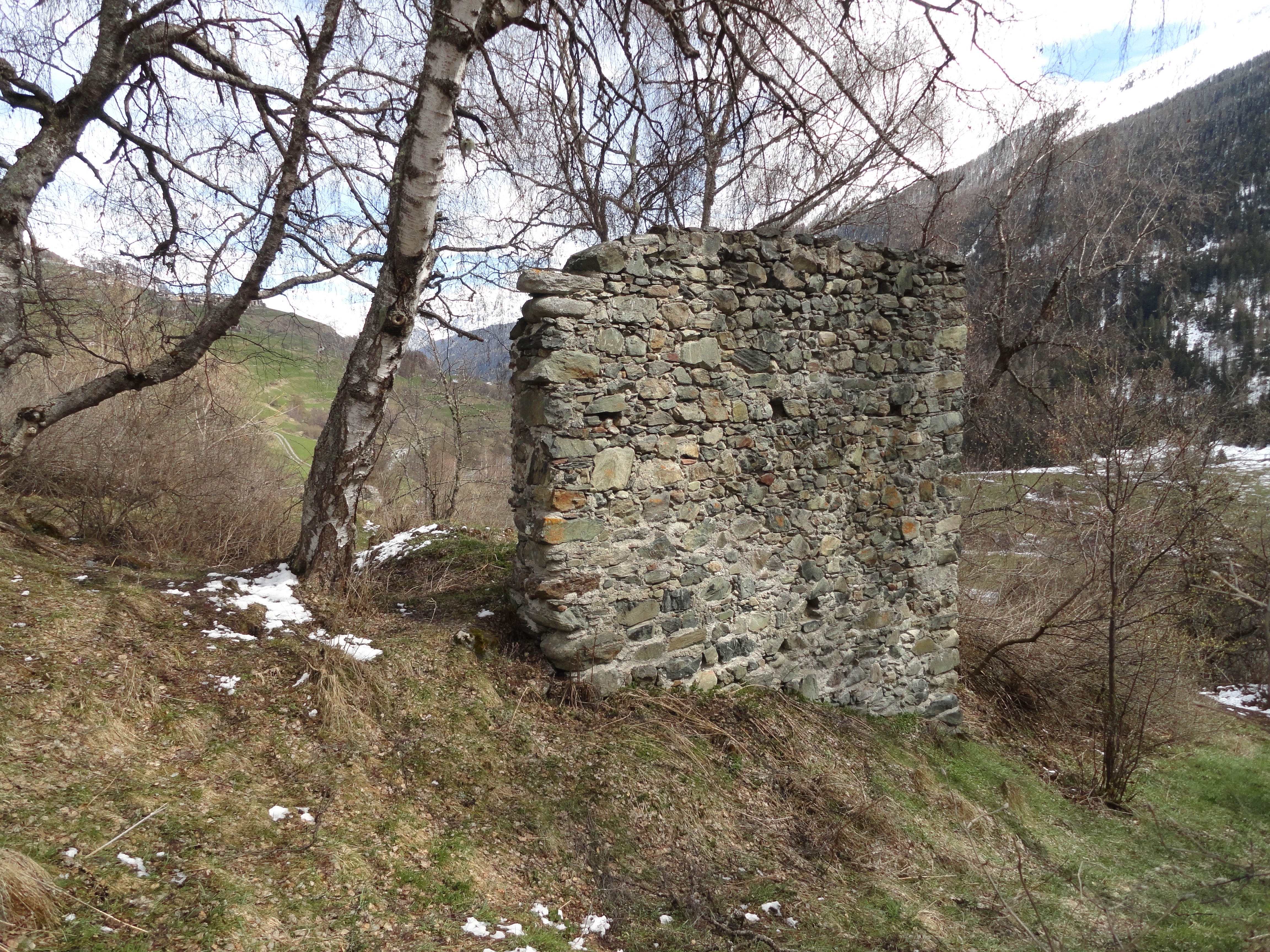
Gebäuderuinen
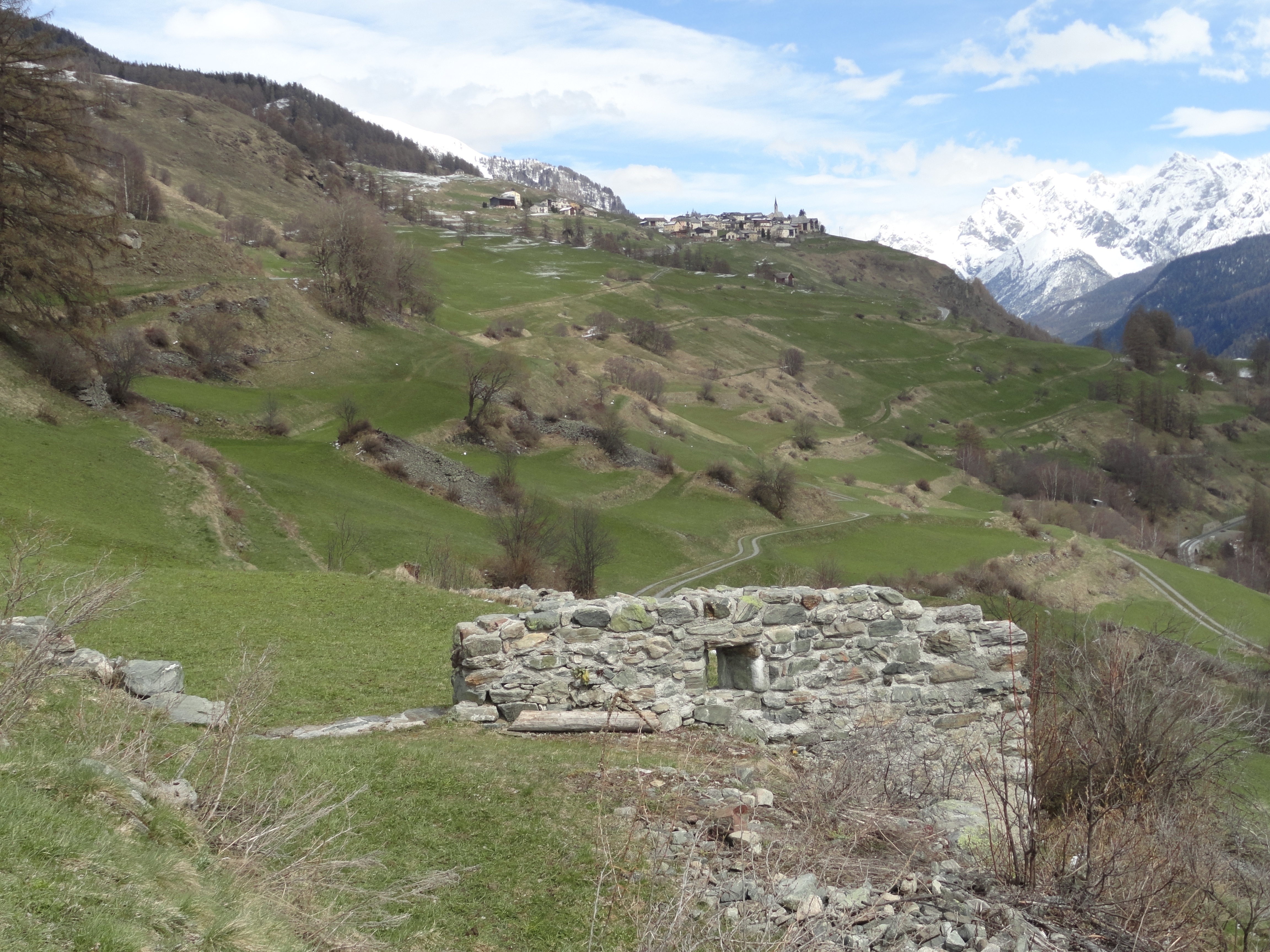
Im Hintergrund Guarda
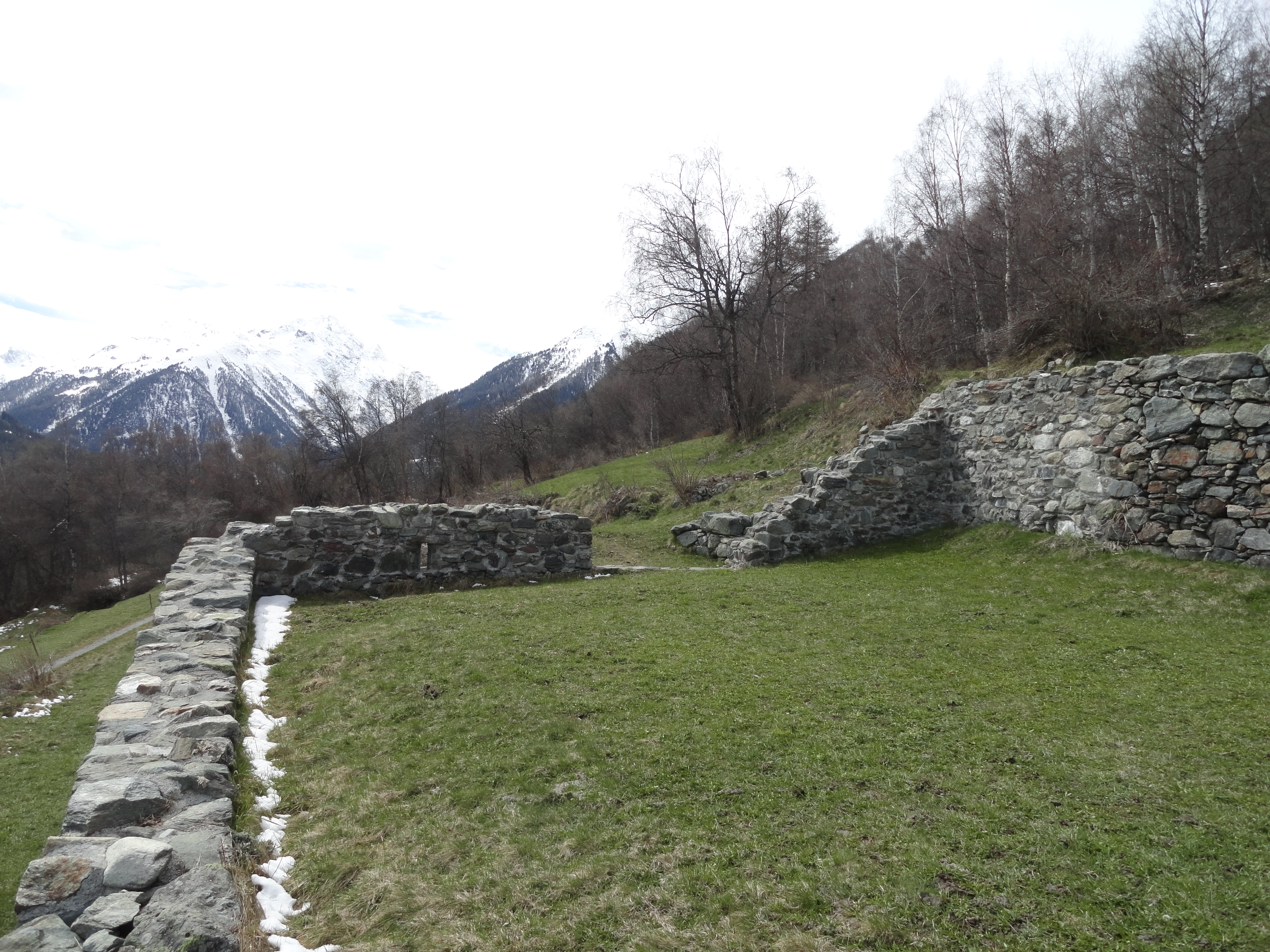
Grundmauern eines grösseren Hauses
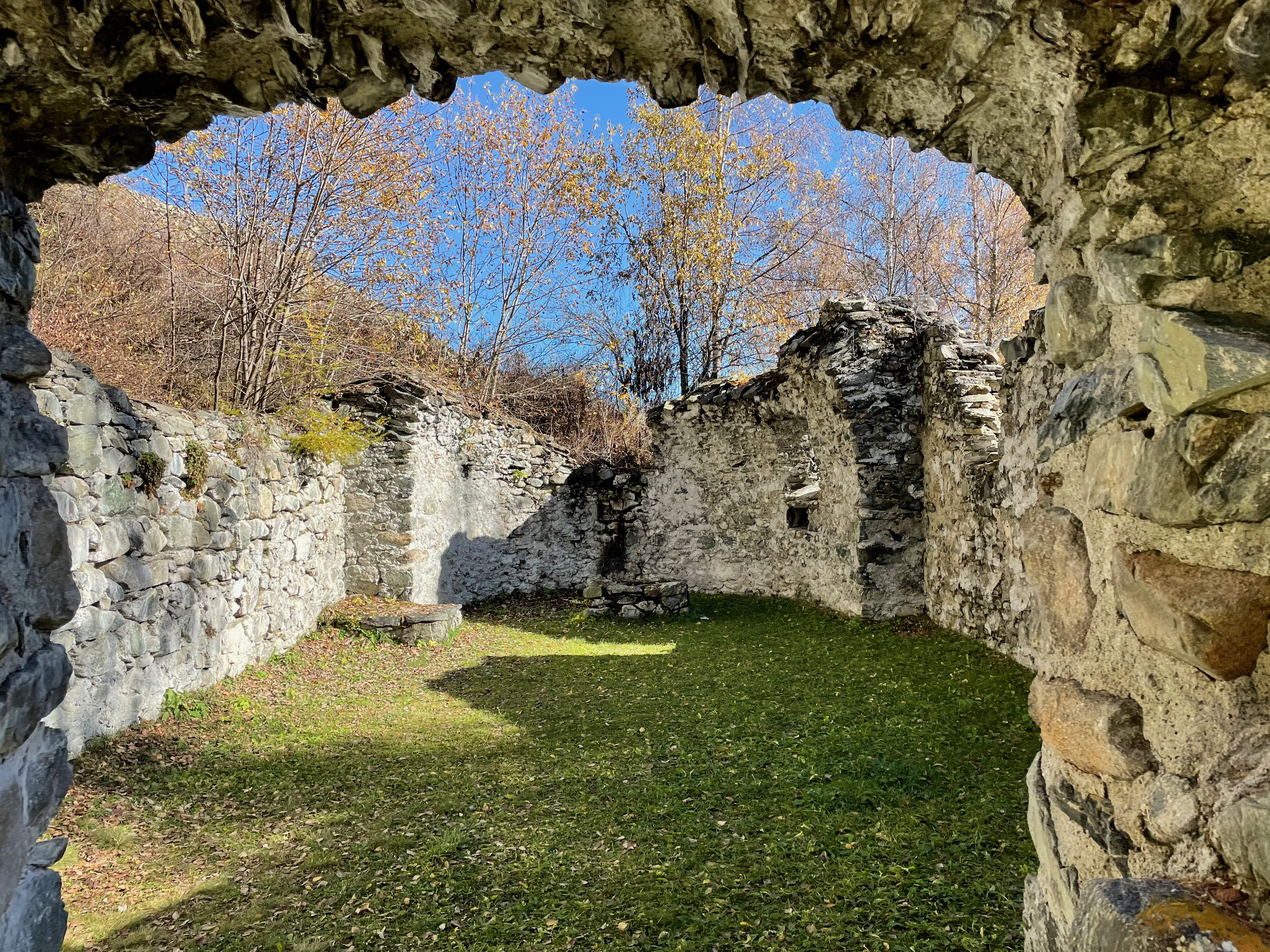
Inneres der Kirche